# Убераба
Убераба (порт. Uberaba) — місто і муніципалітет в бразильському штаті Мінас-Жерайс, в регіоні Тріангулу-Мінейру. Населення міста станом на 2020 рік становило 337 092 мешканців.